# 1945년 프랭클린 D. 루스벨트 대통령 취임식
프랭클린 D. 루스벨트가 미국 대통령으로 취임하는 네 번째이자 마지막 미국 대통령 취임식은 1945년 1월 20일 토요일에 열렸다. 이 취임식은 40번째 취임식이었으며, 루스벨트의 네 번째이자 마지막 대통령 임기와 해리 S. 트루먼의 부통령으로서의 유일한 임기가 시작되었음을 알렸다. 대통령이 네 번째 임기를 시작하기 위해 취임한 것은 이때가 유일하며, 1951년 미국 수정 헌법 제22조가 비준된 이후에는 어느 누구도 대통령으로 두 번 이상 선출될 수 없게 되었다. 루스벨트는 이 임기를 시작한 지 82일 만에 사망했고, 트루먼이 대통령직을 승계했다.
제2차 세계 대전 중 시행되던 긴축 정책으로 인해, 취임식은 미국 국회의사당 대신 백악관 남쪽 포르티코에서 열렸다. 퍼레이드와 다른 축제 행사들도 취소되었다. 선서는 할런 F. 스톤 대법원장에 의해 집행되었고, 이어진 연설은 기록상 가장 짧은 연설 중 하나였다. 또한 이는 이전까지 관례였던, 퇴임하는 부통령이 후임자에게 선서를 집행하는 가장 최근의 취임식이다. 루스벨트의 대통령직은 미국 역사상 가장 길었고, 지금도 그러하다.
취임식 장소에서 3.1 마일 (5 km) 떨어진 로널드 레이건 워싱턴 내셔널 공항의 정오 날씨는 다음과 같았다: 36 °F (2 °C), 풍속 12 mph (19 km/h), 강수 없음.

## 같이 보기
- 프랭클린 D. 루스벨트 행정부
- 1933년 프랭클린 D. 루스벨트 대통령 취임식
- 1937년 프랭클린 D. 루스벨트 대통령 취임식
- 1941년 프랭클린 D. 루스벨트 대통령 취임식
- 1944년 미국 대통령 선거